# Copa espanyola d'hoquei sobre patins femenina 2018
La Copa de SM La Reina 2018 fou la tretzena edició de la Copa espanyola d'hoquei sobre patins. Se celebrà des del 2 fins al 4 de març de 2018 al Pavelló de les Casernes de Vilanova i la Geltrú i fou organitzada per la Federació Espanyola de Patinatge. Hi participaren vuit equips, els sets primers classificats de la primera volta de l'OK Lliga i el club amfitrió. el Calmar CP Vilanova. Es disputà en format d'eliminació directa amb quarts de final, semifinals i final. El torneig fou retransmès en línia a la plataforma FEP-TV, i la final fou emesa en directe per Esport3 i en diferit per Teledeporte.
Es proclamà campió el Calmar CP Vilanova, que aconseguí el seu segon títol de copa, i la portera vilanovina Cate Ortega fou escollida MVP de la competició.

## Clubs participants
- Club Hoquei Patí Bigues i Riells
- Cerdanyola Club d'Hoquei
- Hostelcur Gijón Hockey Club
- Club Patí Manlleu
- Generali Hoquei Club Palau de Plegamans
- Calmar Club Patí Vilanova
- Club Patí Vila-sana
- Club Patí Voltregà

## Competició

### Quadre de competició
|  | Quarts de final     | Quarts de final     |                     |       | Semifinals | Semifinals |  |  | Final | Final |
|  |                     |                     |                     |       |            |            |  |  |       |       |
|  | 2 de març 16:00 CET |                     |                     |       |            |            |  |  |       |       |
|  |                     |                     |                     |       |            |            |  |  |       |       |
|  | CP Voltregà         | 2                   |                     |       |            |            |  |  |       |       |
|  | CP Voltregà         | 2                   | 3 de març 18:00 CET |       |            |            |  |  |       |       |
|  | CHP Bigues i Riells | 0                   |                     |       |            |            |  |  |       |       |
|  | CHP Bigues i Riells | 0                   | CP Voltregà         | 3 (1) |            |            |  |  |       |       |
|  | 2 de març 17:45 CET |                     | CP Voltregà         | 3 (1) |            |            |  |  |       |       |
|  |                     | Hostelcur Gijón HC  | 3 (2)               |       |            |            |  |  |       |       |
|  | Hostelcur Gijón HC  | Hostelcur Gijón HC  | 3 (2)               | 6     |            |            |  |  |       |       |
|  | Hostelcur Gijón HC  |                     | 4 de març 16:00 CET | 6     |            |            |  |  |       |       |
|  | Generali HC Palau   | 3                   |                     |       |            |            |  |  |       |       |
|  | Generali HC Palau   | 3                   | Hostelcur Gijón HC  | 1     |            |            |  |  |       |       |
|  | 2 de març 19:30 CET |                     | Hostelcur Gijón HC  | 1     |            |            |  |  |       |       |
|  |                     | Calmar CP Vilanova  | 2                   |       |            |            |  |  |       |       |
|  | CP Manlleu          | Calmar CP Vilanova  | 2                   | 1     |            |            |  |  |       |       |
|  | CP Manlleu          | 3 de març 20:00 CET |                     | 1     |            |            |  |  |       |       |
|  | Calmar CP Vilanova  | 2                   |                     |       |            |            |  |  |       |       |
|  | Calmar CP Vilanova  | 2                   | Calmar CP Vilanova  | 1     |            |            |  |  |       |       |
|  | 2 de març 21:15 CET |                     | Calmar CP Vilanova  | 1     |            |            |  |  |       |       |
|  |                     | CP Vila-sana        | 0                   |       |            |            |  |  |       |       |
|  | Cerdanyola CH       | CP Vila-sana        | 0                   | 1     |            |            |  |  |       |       |
|  | Cerdanyola CH       |                     |                     | 1     |            |            |  |  |       |       |
|  | CP Vila-sana        | 4                   |                     |       |            |            |  |  |       |       |
|  | CP Vila-sana        | 4                   |                     |       |            |            |  |  |       |       |

### Quarts de final
| 2 de març | CP Voltregà       | 2-0     | CHP Bigues i Riells | Vilanova i la Geltrú                                                   |  |
| 16:00 CET | Lee 41' (FD), 41' | Informe |                     | Pavelló de les Casernes Joel García i Francisco Javier López-Quinteiro |  |

| 2 de març | Hostelcur Gijón HC                                  | 6-3     | Generali HC Palau                      | Vilanova i la Geltrú                                   |  |
| 17:45 CET | Fernández 4', 52' · Díez 5', 20', 59' · Piquero 53' | Informe | Puigdueta 41', 41' · Busquets 48' (FD) | Pavelló de les Casernes David Calonge i Mireia Estrada |  |

| 2 de març | CP Manlleu   | 1-2     | Calmar CP Vilanova     | Vilanova i la Geltrú                                |  |
| 19:30 CET | Bernadas 30' | Informe | Flores 35' · Silva 41' | Pavelló de les Casernes David Godia i Oriol Escobar |  |

| 2 de març | Cerdanyola CH | 1-4     | CP Vila-sana              | Vilanova i la Geltrú                                    |  |
| 21:15 CET | García 46'    | Informe | Vieira 23', 29', 40', 46' | Pavelló de les Casernes Álvaro de la Hera i Tània Pardo |  |

### Semifinals
| 3 de març                                  | CP Voltregà                                | 3-3             | Hostelcur Gijón HC                             | Vilanova i la Geltrú                                |                                                |
| 18:00 CET                                  | Lee 24' (p.) · Tarrida 42' · Arxé 49'      | Informe         | Lolo 20' · Díez 42' · Piquero 49'              | Pavelló de les Casernes Joel García i David Calonge |                                                |
|                                            |                                            | Tanda de penals |                                                |                                                     |                                                |
| Lee · Tarrida · Arxé · Barceló · Gutíérrez | Lee · Tarrida · Arxé · Barceló · Gutíérrez | 1-2             | Lolo · Piquero · Fernández · Casaramona · Díez | Lolo · Piquero · Fernández · Casaramona · Díez      | Lolo · Piquero · Fernández · Casaramona · Díez |

| 3 de març | Calmar CP Vilanova | 1-0     | CP Vila-sana | Vilanova i la Geltrú                                |  |
| 20:00 CET | Figuerola 24'      | Informe |              | Pavelló de les Casernes Pablo García i David Cantos |  |

### Final
L'Hostelcur Gijón HC i el Calmar CP Vilanova disputaren la final XIII Copa de la Reina d'hoquei sobre patins. S'avançà en el marcador el club asturià amb un gol de Maria Díez (1-0). A la segona part, les amfitriones empataren mitjançant un gol Maria Córdoba (1-1) i, poc després, es decidí el matx amb un penal transformat per la jugadora argentina Daiana Silva (1-2). El club vilanoví es proclamà campió de la Copa de la Reina, aconseguint el seu segon títol de la competició. La portera i capitana del Calmar CP Vilanova, Cate Ortega, fou escollida MVP de la final. 
| Hostelcur Gijón HC | 1‐2            | Calmar CP Vilanova           |
| ------------------ | -------------- | ---------------------------- |
| Díez 9'            | Informe Partit | Córdoba 31' · Silva 42' (p.) |

| Hostelcur Gijón HC | Calmar CP Vilanova |

| #           | Pos. | Nom                    |  |
| ----------- | ---- | ---------------------- |  |
| 1           | POR  | Elena González Lolo    |  |
| 2           |      | Marta González Piquero |  |
| 5           |      | Sara González Lolo     |  |
| 6           |      | Julieta Fernández      |  |
| 9           |      | Nuria Almeida          |  |
| 22          |      | Sara Roces             |  |
| 57          |      | Maria Díez             |  |
| 75          |      | Anna Casarramona       |  |
| 77          |      | Andrea Soberón         |  |
| 10          | POR  | Judit Morera           |  |
| Entrenador  |      |                        |  |
| Rubén Muñoz |      |                        |  |

| Campió de la Copa de la Reina 2018 |
| ---------------------------------- |
| Calmar CP Vilanova Segon títol     |
| MVP                                |
| Cate Ortega                        |

| #          | Pos. | Nom             |  |
| ---------- | ---- | --------------- |  |
| 1          | POR  | Cate Ortega     |  |
| 3          |      | Daiana Silva    |  |
| 4          |      | Patricia Miret  |  |
| 5          |      | Maria Figuerola |  |
| 6          |      | Paola Pascual   |  |
| 7          |      | Maria Córdoba   |  |
| 8          |      | Alba Ambrós     |  |
| 9          |      | Catalina Flores |  |
| 15         |      | Aida Mas        |  |
| 19         |      | Maria Briva     |  |
| Entrenador |      |                 |  |
| Jofre Vila |      |                 |  |

## Estadístiques
| Nota. Jugadores amb dos o més gols |

| Classificació final | Classificació final | Classificació final | Classificació final | Classificació final | Classificació final | Classificació final | Classificació final |
| Pos.                | Club                | PJ                  | PG                  | PP                  | GF                  | GC                  | DF                  |
| ------------------- | ------------------- | ------------------- | ------------------- | ------------------- | ------------------- | ------------------- | ------------------- |
| 1                   | Calmar CP Vilanova  | 3                   | 3                   | 0                   | 5                   | 2                   | +3                  |
| 2                   | Hostelcur Gijón HC  | 3                   | 2                   | 1                   | 10                  | 8                   | +2                  |
| 3                   | CP Voltregà         | 2                   | 1                   | 1                   | 5                   | 3                   | +2                  |
| 4                   | CP Vila-sana        | 2                   | 1                   | 1                   | 4                   | 2                   | +2                  |
| 5                   | CP Manlleu          | 1                   | 0                   | 1                   | 1                   | 2                   | -1                  |
| 6                   | CHP Bigues i Riells | 1                   | 0                   | 1                   | 0                   | 2                   | -2                  |
| 7                   | Generali HC Palau   | 1                   | 0                   | 1                   | 3                   | 6                   | -3                  |
| 8                   | Cerdanyola CH       | 1                   | 0                   | 1                   | 1                   | 4                   | -3                  |

| Màxima golejadora | Màxima golejadora      | Màxima golejadora | Màxima golejadora | Màxima golejadora | Màxima golejadora | Màxima golejadora | Màxima golejadora |
| #                 | Nom                    | G                 | PJ                | GPP               | Asst.             | Pen               | FD                |
| ----------------- | ---------------------- | ----------------- | ----------------- | ----------------- | ----------------- | ----------------- | ----------------- |
| 1                 | Maria Díez             | 5                 | 3                 | 1,67              | 0                 | 0                 | 0                 |
| 2                 | Marta Vieira           | 4                 | 2                 | 2,00              | 3                 | 0                 | 0                 |
| 3                 | Natasha Lee            | 3                 | 2                 | 1,50              | 1                 | 1/1               | 1/1               |
| 4                 | Julieta Fernández      | 2                 | 3                 | 0,67              | 0                 | 0                 | 0/1               |
| 5                 | Daiana Silva           | 2                 | 3                 | 0,67              | 0                 | 1/1               | 0                 |
| 6                 | Marta González Piquero | 2                 | 3                 | 0,67              | 0                 | 0                 | 0                 |
| 7                 | Berta Busquets         | 2                 | 1                 | 2,00              | 0                 | 0/1               | 0                 |